# Skive Landsogn
Skive Landsogn er indlemmet i Skive Købstadssogn, der nu er opdelt i Skive Sogn og Egeris Sogn. Beboerne i Skive Landsogn benyttede kirkerne i Skive købstad. 
I 1800-tallet var Resen Sogn anneks til Skive Landsogn. De blev en sognekommune, der hørte til Hindborg Herred i Viborg Amt. Men begge sogne måtte i flere omgange afgive områder til Skive Købstad. I 1965 blev resten af Skive Landsogn-Resen Kommune indlemmet i købstaden, som ved kommunalreformen i 1970 blev kernen i Skive Kommune.
Skive Landsogn bestod af tre større områder samt en række enklaver. 
I flere omgange er sognet blevet  I dag er området præget af forstæder til Skive. 

## Landsognets større områder

### Vinde-Lund
I dette område mod nordvest findes flg. autoriserede stednavne:
- Lund (landsby, bebyggelse, ejerlav)
- Vinde (landsby, bebyggelse, ejerlav)
- Vinde Nørremark (bebyggelse, (gårde og huse))

Andre stednavne:
- Ny Skivehus (tidligere hovedgård)
- Vesterfælled (huse)
- Vinde Vestergård (gård)
- Bakkedraget (vej)

### Egeris-Bilstrup
I dette område mod sydvest findes flg. autoriserede stednavne:
- Bilstrup (bebyggelse, tidligere landsby)
- Egeris (bebyggelse, ejerlav, tidligere landsby)

Andre stednavne:
- Gammelgårde (tidligere gårde)
- Glattrup (tidligere gård)
- Svansøgård

### Årbjerg
I dette område mod sydøst findes flg. autoriserede stednavne:
- Årbjerg (bebyggelse, tidligere gårde, nu villaer)

Andre stednavne:
- Lille Årbjerg (tidligere gård)

Området strækker sig fra Limfjorden i nord til oldtidshøjen Skelhøj mod syd. Det er klemt inde mellem Dommerby Sogn mod øst og Brårup mod vest. 

## Landsognets enklaver

### Engvej
Et område nord for Viborgvej og syd for Karup Å

### Gammel Skivehus
Et område mellem Østerbro og Sønder Boulevard.
Stednavn:
- Gammel Skivehus (tidligere hovedgård)

### Lundbro
Lundbro ligger delvist i Estvad Sogn. Området er præget af helårshuse og kolonihaver. 

## Skive Landsogn-Resen Kommune
Kommunen blev oprettet i 1842 og nedlagt i 1965. I kommunens levetid har begge sogne i flere omgange måttet afgive områder til Skive Købstad. 
I forbindelse med Kommunalreformen (1958-1970) kom der i 1964 et forslag om en storkommune i Sydsalling. Denne kommune skulle strække sig fra østkysten ved Resen til vestkysten ved Krejbjerg, og Balling skulle være hovedby i den nye kommune. Dette forslag vakte modstand i Skive Landsogn-Resen, og sognerådet valgte i stedet at lade kommunen indlemme i Skive Købstadskommune. 

## Indlemmelserne
Omkring år 1900 måtte Vinde-Lund afgive nogle områder til Skive Købstad. Det drejede sig om Vesterfælled, Ny Skivehus og Resenvej (det nuværende Skive Sygehus). I 1950 var turen kommet til Bakkedraget. 
I 1950 blev de sydlige områder (Gammel Skivehus, Egeris-Bilstrup og Årbjerg) også indlemmet i Skive Købstadskommune. Brårup havde indtil da ligget som en kile mellem landsognets sydlige områder. Den kommunale forening af områderne omkring Brårup banede vej for, at Egeris Sogn kunne oprettes nogle år senere. 

## Menighedsråd
Landsognet havde fælles menighedsråd med købstaden, men udgjorde et særligt valgdistrikt. Ved de første valg efter kommunens nedlæggelse i 1965, var Vinde-Lund stadigvæk et særligt valgdistrikt.
|  | Denne artikel kan blive bedre, hvis der indsættes geografiske koordinater Denne artikel omhandler et emne, som har en geografisk lokation. Du kan hjælpe ved at indsætte koordinater i wikidata. |